# Thomas Malory
Thomas Malory (c. 1416 – 14 de marzo de 1471), CBE, fue el autor o compilador de La muerte de Arturo. Existen varias hipótesis sobre la identidad de Malory, aunque la más aceptada dice que se trata de un inglés de Newbold Revell en Warwickshire. El apellido Malory aparece con diferentes grafías, incluyendo Maillorie, Mallory y Maleore. El apellido se originó en el antiguo adjetivo francés maleüré (del latín male auguratus), que significa 'de mal augurio' o 'desafortunado'.
Pocos datos se saben ciertos de la historia de Malory. Probablemente nació alrededor de 1416 (aunque algunos eruditos sugieren una fecha anterior). Educado como un hombre rico en Warwickshire, sirvió a las órdenes del famoso conde de Warwick, junto al que luchó en Calais en 1436. Bajo el mecenazgo y ejemplo del conde (descendiente del legendario Guy de Warwick), a Malory le fue bien; en 1445 fue miembro del parlamento (representante al gobierno del condado de Warckwickshire). Sin embargo, a partir de entonces su vida se tornó menos honorable, pues fue durante la Guerra de las Dos Rosas, que asoló su tierra durante largos años, cuando apoyó al bando de los perdedores.
En nombre de los partidarios de los Lancaster, saqueó y arrasó y se comportó de forma cruel y temeraria. Al fin, tras ser vencidos, Malory se encontró en una situación desesperada, pues había contraído grandes deudas para costear la guerra y había sido acusado de bandidaje y violaciones. En los años posteriores saqueó la abadía de Combe e intentó asesinar al Duque de Buckingham. Murió en prisión en marzo de 1471 de una crisis respiratoria, menos de dos años después de completar su gran libro. Se puede decir que con la muerte de Malory la caballería se topó con su fin.
Escapó de la cárcel en dos ocasiones, una vez luchando con una gran variedad de armas y cruzando a nado un foso. Fue preso en varios lugares de Londres, pero salió varias veces bajo fianza. Nunca fue juzgado por los cargos que se le habían imputado. En la década de 1460 fue perdonado al menos una vez por el rey Enrique VI, pero más a menudo, fue expresamente excluido del perdón tanto por Enrique VI como por su rival y sucesor, Eduardo VI. Está claro, por los comentarios que hace Malory al final de algunas secciones de su narrativa, que compuso al menos parte de su obra mientras estuvo en prisión. La descripción que hace de él mismo en el colofón de La muerte de Arturo ha llevado a especular sobre la posibilidad de que fuera un sacerdote, aunque esto no está generalmente aceptado.
Se trata de una reelaboración de todos los textos franceses e ingleses (entre los cuales están el Lanzarote-Grial y el Brut de Layamon), que Malory tenía a su disposición, sobre la vida del rey Arturo. Fue acabado en 1469 y publicado por William Caxton en 1485. Muy probablemente esta obra es el texto que más ha influido en la visión posterior de la leyenda del rey bretón.
La obra de Malory representa la transición del romance (libro de aventuras medieval) a la novela moderna. Infunde en sus historias arturianas una simple moralidad caballeresca. El estilo es limpio, terso, fácil de entender para el lector moderno; la escritura es musical, narración objetiva.
Muchas obras modernas toman ideas de la obra de Malory. Así, el libro de Alfred Tennyson The Lady of Shalott (La dama de Shalott). Un joven Malory aparece como personaje al final de la novela de Terence H. White The Once and Future King (1939), publicada como Camelot, libro basado en La muerte de Arturo. Esta participación inesperada del propio autor se incluye en el musical de Broadway Camelot. En sus obras están basados los guiones de películas artúricas, como Los caballeros del rey Arturo (1953), dirigida por Richard Thorpe, y Excalibur (1981), de John Boorman.

## Edición en español
- La muerte de Arturo, Siruela, Madrid, 2008, ISBN 9788498412796.